# イ・チャヒョン
イ・チャヒョン（英語: Ja Hyung Lee、1910年8月27日 - 2022年2月12日）は、カナダのスーパーセンテナリアン。カナダ・ブリティッシュコロンビア州在住だった長寿の男性。大韓帝国（現・大韓民国）・釜山広域市出身。存命時にはカナダの男性最高齢、デリオ・ベントゥロッティに次ぐ男性移民で2番目の高齢者、カナダの男性で歴代2番目の高齢者であった。1907年生まれといわれる金素允が2019年に死去して以降、大韓帝国時代生まれの最後の生存者並びに韓国人最高齢者であった。

## 略歴
1910年8月27日、大韓帝国の釜山に生まれる。因みに、彼の生まれた2日後の1910年8月29日に大韓帝国が滅亡している。韓国国内では1980年代になるまで宝石店を経営していた。その後10年ほどブラジルのサンパウロに移り住み、その後にカナダに移住した。
2012年ごろに妻が92歳で死去。自身はその後もカナダに住み続け、106歳の頃もアラスカまでクルーズ旅行をしたこともあったという。
2019年2月17日にケベック州のロバート・ウィーナーが死去したことに伴い、存命人物のうちカナダの男性最高齢者になった。109歳の誕生日を迎えたときは20人を超える孫がいたという。
2021年の111歳の誕生日の際、自身の長寿の秘訣を聞かれると「111歳の誕生日を迎える秘訣は、毎日運動して、いい人たち(友人や家族)と一緒に身を包み、信仰もしながら、あまりストレスを溜めないこと」と語っている。
2022年2月12日死去。111歳169日没。死去時、アジア系の男性としては上田幹藏に次いで2番目、カナダ国内でも峯柴志げ、イヴォンヌ・デローム、氏名非公表に次いで4番目の高齢者だった。